# کامیسارس
کامیسارس (درگذشته ۳۸۵ پ. م) ساتراپ کیلیکیه، پدر داتامش و از فرماندهان اردشیر دوم بود. او در سال ۳۸۵ پ. م، در طی جنگ اردشیر بر ضد کادوسی‌ها کشته و سپس داتامش جانشین او در ساتراپی کیلیکیه شد.